# Kolektivní jednání
Kolektivní jednání neboli kolektivní akce je dobrovolné samoorganizované sjednocení určitých aktérů (jednotlivců nebo organizací) za účelem dosažení společného prospěchu (materiálního nebo nemateriálního). Příkladem kolektivní akce na úrovni jednotlivců je stávka v továrně: aktéři (dělníci) se bez vnějšího donucení sami zkoordinují a zároveň zastaví práci, aby donutili vlastníka továrny zlepšit jejich mzdu nebo pracovní podmínky. Příkladem na úrovni organizací jsou mezinárodní mírové mise (například SFOR), k nimž státy dobrovolně přispívají účastí svých armád, aby se v určitém regionu dosáhlo ukončení násilí.
Kolektivní jednání v určitých podobách zkoumali již dřívější myslitelé, ale pojem sám vytvořil ekonom Mancur Olson a zavedl ho knihou Logika kolektivního jednání (The Logic of Collective Action) roku 1965. Formuloval zde problém kolektivního jednání, tedy otázku, proč se aktéři často ke kolektivní akci nepřipojí, i když by pro ně byla výhodná, a pokusil se ho řešit metodami ekonomické teorie racionální volby. Takto viděný problém kolektivního jednání bývá ozřejmován modelovými situacemi z ekonomie a teorie her, jako je vězňovo dilema (kolektivní akce vzájemně nekomunikujících aktérů), problém černého pasažéra (parazitovat na kolektivní akci jiných aktérů může být výhodnější než připojit se k nim), tragédie občiny (problém koordinace aktérů, kteří využívají společný zdroj) anebo problematika externalit (důsledky kolektivní akce pro nezúčastněné aktéry).